# Sara Däbritz
Sara Ilonka Däbritz, född 15 februari 1995 i Amberg, är en tysk fotbollsspelare (mittfältare) som spelar för Olympique Lyonnais. Däbritz spelar sedan 2013 även för Tysklands landslag. 

## Karriär
Mellan 2012 och 2015 spelade Däbritz för klubblaget SC Freiburg. Mellan 2015 och 2019 spelade hon för FC Bayern München och fram till 2022 spelade hon för Paris Saint-Germain.